# Abtsbessingen
Abtsbessingen es un municipio situado en el distrito de Kyffhäuser, en el estado federado de Turingia (Alemania), a una altitud de 260 metros. Su población a finales de 2016 era de unos 460 habitantes y su densidad poblacional, 33 hab/km².
Se encuentra ubicado a poca distancia al sur de la frontera con el estado de Sajonia-Anhalt.